# Yellow Cat
Pour plus de détails, voir Fiche technique et Distribution.
Yellow Cat est un film de comédie dramatique franco-kazakh de 2020 réalisé par Adilkhan Erjanov. Il a été sélectionné comme film kazakh pour le prix du meilleur long métrage international lors de la 94e cérémonie des Oscars, mais il n'a pas été nommé,.

## Distribution
- Azamat Nigmanov : Kermek
- Kamila Nugmanova : Eva
- Sanjar Madi : Zhambas